# Schoolvorderingentoets
De schoolvorderingentoets of -test (SVT) was een genormeerde proef die de leerstof van één bepaald onderdeel (bijvoorbeeld rekenen) van één bepaalde klas (bijvoorbeeld eindklas basisonderwijs) toetste. Tot in de jaren tachtig was het verspreide praktijk om de uitslag op een SVT te vergelijken met de uitslag op een (collectieve) intelligentietest, om onderpresteerders of overpresteerders te ontdekken.
De schoolvorderingentoets is vervangen door het leerlingvolgsysteem waarin gedurende de hele schoolloopbaan in het basisonderwijs de resultaten van leerlingen op gestandaardiseerde wijze worden bijgehouden.